# 사나트루케스 2세

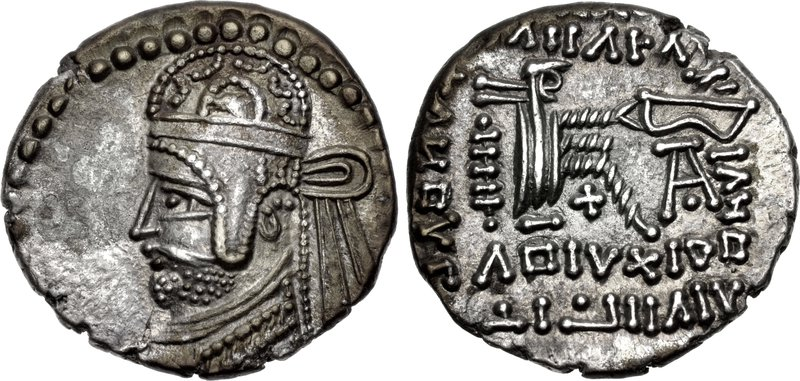
사나트루케스 2세의 주화

파르티아의 사나트루케스 2세(Sanatruces II)는 숙부인 오스로에스 1세 제위 기간 파르티아 제국의 왕위 주장자이다. 그는 비잔티움 역사가 요한네스 말라라스의 저서 (Chronographia)에서만 알려져 있지만, 말라라스 그 자체는 보통 신뢰있다 여겨지지 않는다. 따라서 사나트루케스 2세라는 인물 및 관련한 사건들은 수수께기에 쌓여 있다.
허수아비 통치자 파르타마스파테스를 지지하며 116년에 침입해온 트라야누스 로마 황제에게 오스로에스 1세가 폐위당했을 때, 사나트루케스와 그의 아버지이자 오스로에스의 형제인 미트리다테스는 다같이 왕위를 주장하고 메소포타미아에서 로마군과 전쟁을 이어나갔다. 그후에 트라야누스는 페르시아만 쪽인 남쪽으로 진격했고, 왕위주장자들을 격퇴시키며, 메소포타미아를 로마 제국의 속주로 선포하였다. 로마군이 철수한 뒤, 오스로에스는 파르타마스파테스를 몰아내고 왕위를 되찾았다.
미트리다테스 5세는 마침내 129년경에 오스로에스의 뒤를 이었고 로마의 콤마게네를 공격하다 사망한 140년경까지 재위를 하였다. 그의 후임자로 지목된 사나트루케스는 로마와 전투 중에 쓰러지며 그보다 먼저 사망했다. 이로 인해 116년의 실패로 끝난 로마와의 전쟁 기간 초의 이 두 명의 통치는 사나트루케스가 왕위를 홀로 차지했음을 확인해주었다.
그의 아버지의 최대 경쟁 상대인 볼로가세스 3세는 미트리다테스의 영지를 차지하였고, 미트리다테스의 또 다른 아들 볼로가세스 4세가 마침내 147년에 볼로가세스 3세가 죽은 뒤 왕위에 올랐다.

## 관련 사료
- 디오 카시우스, lxviii, 17–33.
- 요한네스 말라라스, Chronographia.
- 아일리우스 스파르티아누스, Vita Hadrian, v, 13.
- 파우사니아스, v, 12.

| 사나트루케스 2세 아르사케스 왕조출생: ? 사망: ? |                              |                     |
| 이전 파르타마스파테스                           | 파르티아의 샤한샤 서기 116년 | 이후 오스로에스 1세 |